# San Gregorio de Nigua
San Gregorio de Nigua è un comune della Repubblica Dominicana di 27.447 abitanti, situato nella Provincia di San Cristóbal.